# 糟目犬頭神社

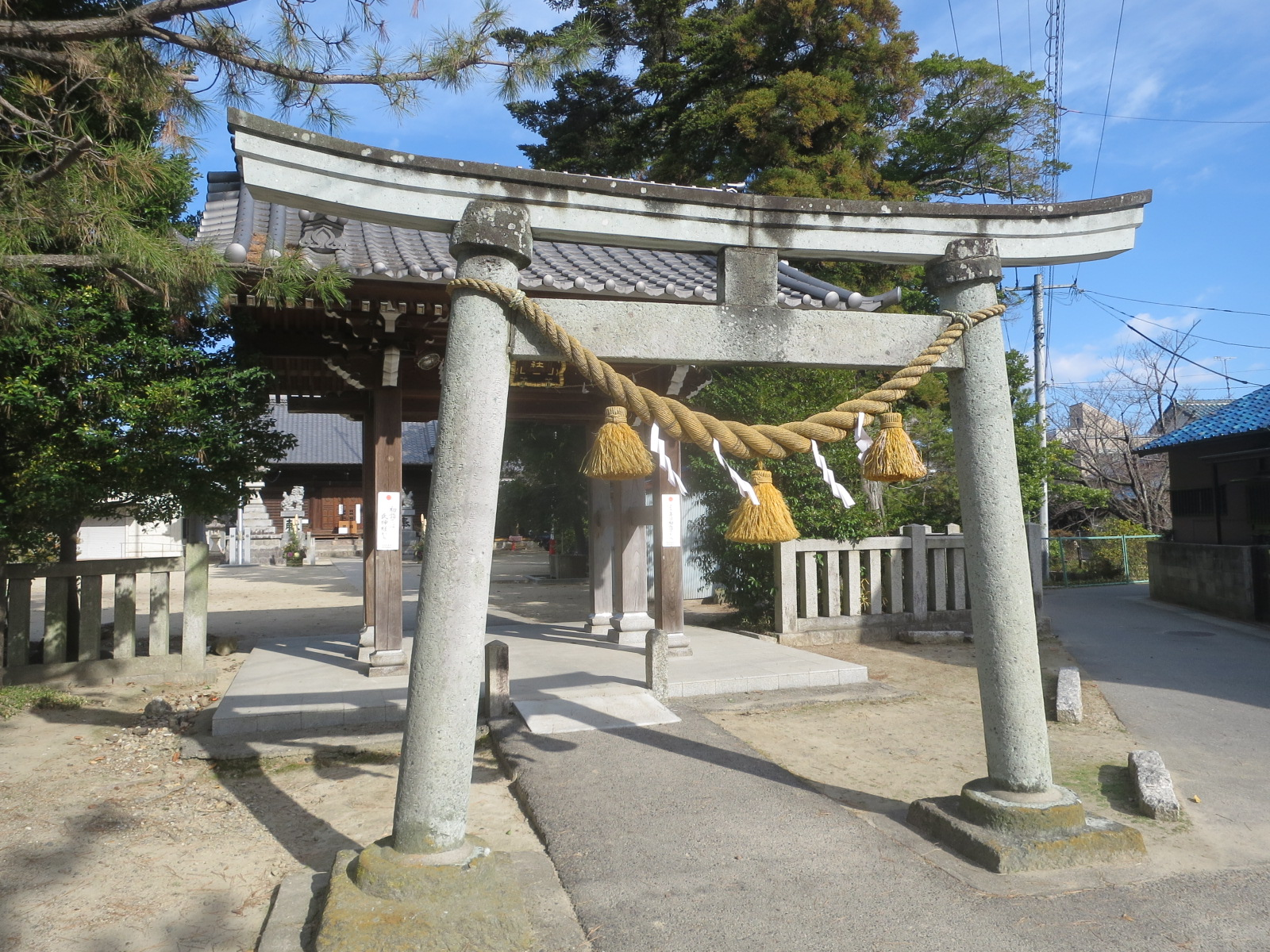
本多康重が奉納した鳥居

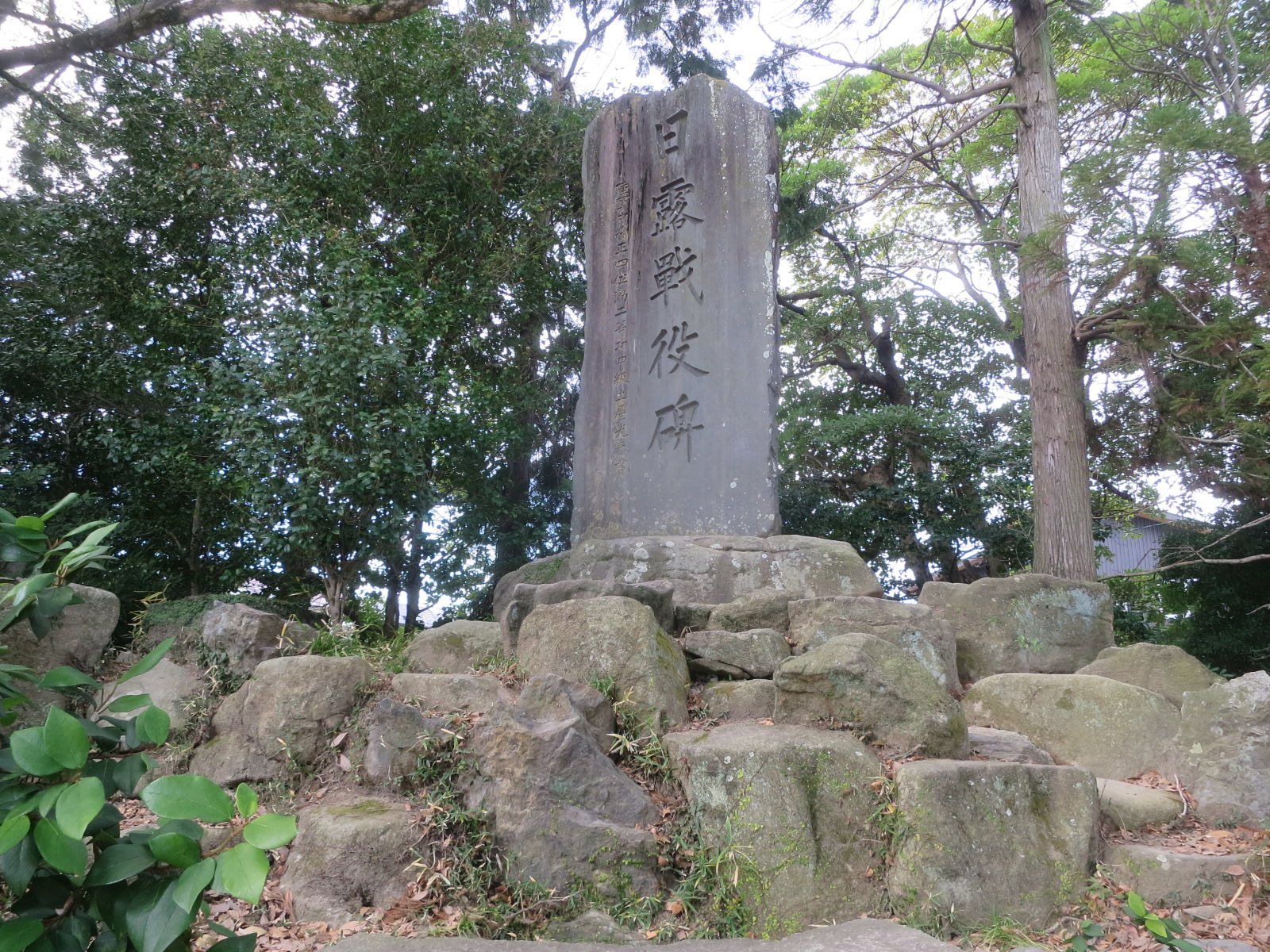
境内の日露戦役碑

糟目犬頭神社（かすめけんとうじんじゃ）は、愛知県岡崎市宮地町にある神社。岡崎観光きらり百選に選定されている。

## 概要
『延喜式』巻9・10に記載された碧海郡6座の式内社の一つとされる。大宝元年（701年）、彦火火出見尊を祀って建立された。以前は隣村の上和田村の西糟目森崎にあったので糟目神社と言われたが、たびたびの洪水で今の場所へ移された。
永延元年（987年）、熊野三所大権現を合祀。観応元年（1350年）に足利尊氏が熊野権現領100貫文を寄進したと伝えられる。
岡崎藩主・本多康重は本神社を保護し、慶長7年（1602年）に本殿を再建した。慶長10年（1605年）には越前産の笏谷石を使用した鳥居を奉納した。
慶長8年（1603年）8月28日付の徳川家康朱印状により43石の社領を寄進される。同朱印状に「犬頭社領之事」とあり、また元和3年（1617年）の徳川秀忠朱印状にも「犬頭領」とあり、近世には犬頭社を公称していたことがうかがい知れる。
寛政5年（1793年）の拝殿造立棟札に「式内糟目神社犬頭大明神」とあるのが確認されている。式内糟目神社と主張するようになったのは18世紀後半以後とみられる。
明治4年（1871年）、額田県の命により糟目犬頭神社と改称。明治5年（1872年）9月18日郷社に指定された。
明治22年（1889年）に本殿が再建。明治34年（1901年）に拝殿が再建。
堤通手永御田扇祭りの起点となる神社である。秋の例大祭では子供相撲が行われる。

## 文化財
以下の物件が市の文化財に指定されている。
| 指定名称         | 種別   | 時代               | 指定年月日                |
| ---------------- | ------ | ------------------ | ------------------------- |
| 犬頭神社石鳥居   | 建造物 | 1605年（慶長10年） | 1967年（昭和42年）9月14日 |
| 犬頭神社石造唐猫 | 彫刻   | 1605年（慶長10年） | 1967年（昭和42年）9月14日 |
| 犬頭神社石造狛犬 | 彫刻   | 1610年（慶長15年） | 1967年（昭和42年）9月14日 |

## 交通手段
- 名鉄バス：下青野経由西尾行き「井内農協前」停留所下車、北へ約800メートル。